# Parc national de Valmiki
Le parc national de Valmiki est situé dans l'État du Bihar en Inde.